# 蓝鸿恩
蓝鸿恩（1924年—1995年），男，壮族，广西马山人，中国作家、民间文艺理论家，在散文、诗歌、戏剧、小说、民间文学创作和研究中都作出一定贡献。

## 生平
蓝鸿恩少年时就失去父母，很早就离家出外谋生。16岁当小学教师时，就在南宁出版的《曙光报》发表散文诗——《黄昏，我渡过红河》，哀人民之疾苦、讴歌船夫的勇敢搏斗，终于见到黎明到来。后考入师范学校，因参加中共外围组织“抗先队”被开除，流浪到重庆，做过茶房。后到重庆的国立复旦大学读书。在重庆《新曙报》、《新华报》、《新民报》等发表诗歌、散文，有《打花鼓的女郎》、《簧火》、《蓝色的森林》等。
1945年元月，在中共南方局领导下，参加革命，搞地下工作，后到川东北革命根据地工作。1948年被國民政府通缉，便回到桂林；1949年6月加人中国共产党，任桂西游击队三支队八大队政治教导员，其间在《广西日报》上发表《忧郁的旷野》等散文诗，述民生多艰，鼓动抗争。
解放后，历任区委书记、地委秘书、广西省人民政府人事厅科长，省文化局艺术科长、文联办公室主任、协会工作部主任。先后担任中国戏剧家协会理事、中国民间文学研究会常务理事、中国民间文学研究会副主席等职。